# История почты и почтовых марок Шлезвиг-Гольштейна
История почты и почтовых марок Шлезвиг-Гольштейна включает в себя периоды почтовой самостоятельности герцогств Гольштейна, Шлезвиг-Гольштейна, Шлезвига и, отчасти, Лауэнбурга, располагавшихся на территории исторической области Шлезвиг-Гольштейн (ныне земля ФРГ). Отдельные марки выпускались для Гольштейна (1850), Шлезвига (1864—1867), Гольштейна (1864—1866), Шлезвиг-Гольштейна (1865) и Шлезвига (1920).

## Развитие почты
Шлезвиг и Гольштейн в разное время частично или полностью принадлежали либо Дании, либо Германии, либо были практически независимы от обеих стран. С 1460 по 1864 год король Дании был одновременно датским герцогом Шлезвига и немецким герцогом Гольштейна. После распада Священной Римской империи 6 августа 1806 года Дания подтвердила свое право на владение Гольштейном, но не изменила конституцию. Наполеон не посягнул ни на Шлезвиг, ни на Гольштейн в 1810 году, когда аннексировал остальную часть северо-западной Германии, включая герцогство Лауэнбург. На Венском конгрессе в 1815 году Гольштейн и Лауэнбург стали частью Германского союза, а Шлезвиг — нет. Хотя Гольштейн и продолжал сохранять верность датскому королю в его роли немецкого герцога. Датско-прусская война (1848—1850) не принесла результата, но после Австро-прусско-датской войны 1864 года датский король уступил Шлезвиг Пруссии, а Гольштейн и Лауэнбург — Австрии. В Гаштейнской конвенции от 14 августа 1865 года Австрия продала Лауэнбург Пруссии. Австрия уступила Гольштейн Пруссии после Австро-прусско-итальянской войны в следующем году. Лауэнбург оставался автономным герцогством до 1 июля 1876 года, когда был включен в состав Королевской прусской провинции Шлезвиг-Гольштейн. Дания вернула себе только северный Шлезвиг после плебисцита 1920 года.
Почтовая связь в Шлезвиге и Гольштейне развивалась на основе коммерческих маршрутов гонцов Ганзейского союза, которые начали формироваться в середине XIII века. В конце XVI века их стали дополнять на территории Гольштейна маршруты Турн-и-Таксис.
В то же время датчане организовали первые почтовые маршруты в Шлезвиге, а затем в Гольштейне по указу короля Кристиана IV от 24 декабря 1624 года об организации почтовой связи. В соответствии с королевским указом в Копенгагене и Коллинге были созданы почтамты. Почтамт в Коллинге взял на себя задачу организации доставки почты на полуострове Ютландия, включая герцогства Шлезвиг (южная Ютландия) и Гольштейн. Местные почтовые отделения, построенные на почтовых маршрутах, обслуживались лицами, назначенными соответствующими торговыми городами. Сеть почтовых отделений в герцогствах находилась в руках четырёх купцов, которые назывались «Postverwalter» («Поствервальтер»).
В наибольшей степени датская почта доходила через Гольштейн до Киля, Любека и Гамбурга. Первоначально управляемая как коммерческая монополия, датская почта перешла в ведение правительства в 1711 году.
Доставка корреспонденции тогда осуществлялась судами или пешком, но с 1640 года появились датские конные почтальоны.
До 1845 года вдоль почтовых маршрутов были организованы постоянные почтовые отделения с назначенными королевскими почтмейстерами. Почтовый маршрут в герцогствах вел через Фленсбург, Шлезвиг, Рендсбург, Итцехо и Глюкштадт в Гамбург.
В период, предшествующий выпуску почтовых марок в 1850 году, в герцогствах использовались резиновые почтовые штемпели (известны с 1784 года), международные почтовые отправления преимущественно отправлялись через Гамбург.

## Выпуски марок

### Первые почтовые марки

#### Гольштейн
Первые почтовые марки были выпущены Гольштейном 15 ноября 1850 года во время краткого периода его автономии в Датско-прусскую войну (1848—1850). Он выпустил две марки: синюю одношиллинговую марку и розовую двухшиллинговую марку. На марках был изображен двуглавый орел, окружающий рельефный центр с инициалами «S» и «H» в двух верхних углах соответственно. Название государства не было указано на марках. В двух нижних углах был указан номинал.

#### Шлезвиг
Первые датские почтовые марки для использования в герцогстве Шлезвиг были эмитированы 1 мая 1851 года, а 15 апреля 1852 года они заменили предыдущие почтовые марки Гольштейна и были также разрешены для обращения в Лауэнбурге, когда почтовые службы Гольштейна и Лауэнбурга были присоединены к почтовой службе Дании. Тем не менее Любек оставался независимым со своей собственной почтовой администрацией, хотя датское почтовое отделение в Любеке использовало датские почтовые марки, начиная с 1 августа 1855 года. Шлезвиг, Гольштейн и Лауэнбург использовали датские почтовые марки до оккупации в 1864 году и официального отделения от Дании по Венскому мирному договору, подписанному 30 октября того же года.

### Австро-прусско-датская война и в составе Пруссии и Австрии
1 марта 1864 года Гольштейн, находясь под оккупацией Германского союза, выпустил почтовую марку номиналом 1¼ шиллинга, голубовато-серого цвета, литографированную, беззубцовую. В тот же день австрийско-прусские оккупационные войска в Шлезвиге выпустили две почтовые марки с надписью «Herzogth. Schleswig» («Герцог. Шлезвиг»), номиналом 1¼ шиллинга зелёного цвета и четыре шиллинга карминового цвета.
Впоследствии, 15 мая, администрация Германского союза выпустила вторую почтовую марку нового дизайна, синего цвета с розовой штриховкой, которая была также номиналом 1¼ шиллинга и беззубцовой, но была изготовлена типографским способом.
Начиная с февраля 1865 года, совместная прусско-австрийская администрация выпустила серию из пяти почтовых марок для объединённого Шлезвиг-Гольштейна, аналогичную выпуску предыдущего года, но с надписью «Schleswig-Holstein» («Шлезвиг-Гольштейн»). 1 ноября 1865 года новая прусская администрация Шлевига выпустила серию из пяти марок тех же номиналов, но с дизайном «Herzogth. Schleswig» («Герцогство Шлезвиг») и в новых цветах. Австрийская администрация в Гольштейне, в свою очередь, выпустила серию из пяти марок с надписью «Herzogth. Holstein» («Герцогство Гольштейн») 1 ноября 1865 года. Австрийская администрация выпустила ещё две почтовые марки этой серии, номиналом 1¼ шиллинга коричнево-сиреневую в феврале 1866 года, и номиналом 2 шиллинга синюю в июле 1866 года.
1 января 1867 года почтовая связь Шлезвига и Гольштейна была присоединена к прусской почтовой службе и подчинена почтмейстеру в Киле. Одна почтовая марка была выпущена под руководством почтмейстера в Киле, аналогично прусскому выпуску номиналом 1¼ шиллингов 1965 года, с надписью «Herzogth. Schleswig», но красновато-сиреневого цвета с фиолетовым и цветовой гаммой серо-сиреневого с голубовато-серым.

### Северогерманский почтовый союз
С 1 января 1868 г. за почтовые отправления в Шлезвиге, Гольштейне, Лауэнбурге и Любеке отвечал Северогерманский почтовый союз (нем. Norddeutscher Postbezirk). Шлезвиг-Гольштейн относился к Северогерманскому почтовому округу, а номиналы почтовых марок были указаны в грошах и талерах.
На смену этим маркам в 1872 году пришли почтовые марки Германской империи с надписью «Deutche Reichs» («Германская империя»).

### Плебисцит 1920 года в Шлезвиге
После Первой мировой войны северному и центральному Шлезвигу была предоставлена возможность проголосовать за то, чтобы войти в состав Дании или остаться в составе Германии. В период подготовки и проведения плебисцита Межсоюзническая комиссия по Шлезвигу (фр. Commission Interalliée Slesvig) выпускала специальные марки оригинальных рисунков в этих районах. 25 января 1920 года была эмитирована серия стандартных марок. Она состояла из четырнадцати почтовых марок, деноминированных в германской валюте, причем на первых десяти марках был изображён герб Шлезвига и указан текст лат. «Slesvig Plebiscit» («Шлезвиг Плебисцит»), а на последних четырёх — вид Шлезвига позади шлезвигских львов, и тот же текст. Кроме того, комиссия выпустила серию из четырнадцати служебных марок для использования комиссией, а именно первоначальную серию с номиналами в германской валюте, на марках которой была сделана надпечатка аббревиатуры названия комиссии «C.I.S.». Кроме того, были выпущены три почтовые карточки соответственно для стандартной и служебной серий. Плебисцит в северной зоне (зона 1) был проведен 10 февраля 1920 года, население которой проголосовало за возвращение в состав Дании, а 14 марта южная зона (зона 2) проголосовала за то, чтобы остаться в составе Германии. Первый выпуск стандартных марок и серия служебных марок оставался в обращении в зоне 1 до 27 мая; в зоне 2 до 23 июня. Начиная с 20 мая 1920 года, комиссия выпустила вторую серию из четырнадцати стандартных марок (плюс две почтовые карточки), которые имели одинаковый дизайн, включая датское название «Slesvig» («Слезвиг»), но теперь были деноминированы в датской валюте и имели надпечатку «Zone 1» («Зона 1»). Марки этой серии предназначались только для использования в зоне 1 и находились в обращении с мая по 17 июля 1920 года. Датские марки поступили в обращение 9 июля 1920 года и почтовые марки зоны 1 были выведены из обращения. Почтовыек марки Шлезвига с номиналами в датской валюте не выпускались без надпечатки.
Часто встречаются поддельные надпечатки «C.I.S.», равно как и поддельные почтовые штемпели на почтовых марках зоны 1. В литературе наблюдается значительное несоответствие в отношении количества почтовых марок зоны 1, которые фактически побывали в почтовом обращении.
| Плебисцитные марки Шлезвига (1920) | Плебисцитные марки Шлезвига (1920) | Плебисцитные марки Шлезвига (1920) |
| ---------------------------------- | ---------------------------------- | ---------------------------------- |
|                                    |                                    |                                    |
| (Yt #25), (Mi #1), (Sc #1)         | (Yt #38)                           | с надпечаткой (Yt #49)             |